# Didymoplexiella siamensis
Didymoplexiella siamensis är en orkidéart som först beskrevs av Robert Allen Rolfe och Dorothy Downie, och fick sitt nu gällande namn av Gunnar Seidenfaden. Didymoplexiella siamensis ingår i släktet Didymoplexiella och familjen orkidéer. Inga underarter finns listade i Catalogue of Life.